# Frame (datalink)
Een frame is een fragment gegevens dat via een netwerkverbinding wordt verzonden. Een frame bevat aanvullende informatie aan de hand waarvan de ontvanger het begin en het einde van een frame kan achterhalen uit een reeks van bits of symbolen. De ontvanger negeert alle ontvangen data tot er een begin van een frame is ontdekt, en negeert opnieuw alle informatie nadat het frame is afgesloten. Een frame wordt gebruikt in de datalinklaag van het OSI-model. Het bestaat uit een header, deze duidt het begin van de frame aan, en een reeks gegevens.
Frame en packet komen in een pakketgeschakeld netwerk overeen. Wanneer er anders binnen de telecommunicatie over frames wordt gesproken, is een frame een eenheid gegevens die ervoor is multiplexing mogelijk te maken.

## Formaat
Een frame heeft verschillende vormen maar de basis blijft bij elke toepassing hetzelfde. Een frame bestaat steeds uit een header en uit een hoeveelheid gegevens. In de header staat het adres van de ontvanger en van de verzender.
Bijvoorbeeld bij de codec gegeven door IEEE 802.11 is er behalve de header en de gegevens aan het einde van het frame nog een controlebit toegevoegd.

## Toepassingen
Frames worden gebruikt in alle toepassingen waar er data moet worden verzonden door middel van bits. Met andere woorden alle toepassingen die gebruikmaken van de tweede laag, de datalinklaag, van het OSI-model.
Enkele voorbeelden hiervan zijn IEEE 802.11, Bluetooth en WiMAX.